# リバーアイランド
リバーアイランド（英: River Island）は、イギリスのファッションブランドの一つ。イギリス国内の他、シンガポール、トルコ、ポーランド、アイルランド、オランダ、中東にも店舗を構えている。

## 歴史
1948年にアンドリュー・ハント、バーナード・ルイス兄弟が、ロンドンで小さな商店「ルイス・セパレーツ」を設立。以後、数度の名称変更を経て（「チェルシーガール」、「コンセプトマン」）、1988年に「リバーアイランド」に名称を変更した。家族経営の会社として、バーナード・ルイスが代表を務めてきた。リバーアイランドのコレクションは、社内のデザイナーチームがデザインされている。
2009年、リバーアイランドはオンラインストアといくつかの店舗において、マタニティウェアの販売を開始。その直後の2010年には子供服の販売を開始した。子供服は「ボーイズ・アンド・ガールズ」として知られ、イギリス国内でその知名度を高めている。

## 店舗
| 国           | 店舗 | スーパーセンター |
| ------------ | ---- | ---------------- |
| イギリス     | 244  | 24               |
| オランダ     | 1    | 1                |
| アイルランド | 22   | 2                |
| ポーランド   | 9    | -                |
| その他       | 30   | -                |
| 合計         | 306  | 27               |

オックスフォード・ストリート・ロンドン、マンチェスター・シティ・センター、ダブリン・シティ・センター、コーク・シティに旗艦店を有する。